# リヴォニア語
リヴォニア語 (リヴォニアご、līvõ kēļ) は、ラトビアのクルゼメ半島の北部（リヴォニア）でかつて話されていた言語。リーヴ語、リーブ語、リボニア語ともいう。現在では、母語としては死語だが、復活を目指す動きもある（#概要を参照）。フィン・ウゴル語派のバルト・フィン諸語に属し、フィンランド湾を挟んで対岸のフィンランド語やエストニア語と関係が深い。
書記にはラテン文字が使われ、種々の特殊なダイアクリティカルマークを用いる。

## アルファベット
A/a、Ā/ā、Ä/ä、Ǟ/ǟ、B/b、D/d、Ḑ/ḑ、E/e、Ē/ē、F/f、G/g、H/h、I/i、Ī/ī、J/j、K/k、L/l、Ļ/ļ、M/m、N/n、Ņ/ņ、O/o、Ō/ō、Ȯ/ȯ、Ȱ/ȱ、Õ/õ、Ȭ/ȭ、P/p、R/r、Ŗ/ŗ、S/s、Š/š、T/t、Ț/ț、U/u、Ū/ū、V/v、Z/z、Ž/ž

## 概要
話者数がきわめて少なく、1980年代には既に消滅の危機に瀕していた。2000年の調査によれば、約35人によって話されており、流暢に話すのはその内の10名ほどであるとされた。2009年のユネスコの調査では、母語話者はただ一人であると報告されており、2009年2月28日に Viktors Bertholds が亡くなったときに、リヴォニア語の最後の母語話者とする報道があったが、誤報であった。2013年6月2日に Viktors のいとこの Grizelda Kristiņa が103歳で亡くなり、これで本当にリヴォニア語の母語話者がいなくなったと考えられる。
とはいえ、リヴォニア語を復興させる努力は続いており、個人で第二言語として学習する人や、リヴォニア語を使う詩人や作家がおり、リヴォニア語新聞や、歌詞にリヴォニア語を使った音楽などが作られている。ユネスコのリヴォニア語の現状についての評価は「critically endangered (深刻な危機に瀕している)」とされている。

## 歴史
19世紀には約2000人のリヴォニア語話者がいたとされている。1852年、リヴォニア人の数は2394人であった。
いくつかの歴史的要因のために、現在では絶滅の危機にさらされている。
- 13世紀、リヴォニア語話者は約3万人であったとされる[6]。
- ドイツ人の侵攻：西暦1200年前後、リヴォニア帯剣騎士団とドイツ騎士団がともに争いながらリヴォニアへ侵攻。バルト・ドイツ人による植民地化（東方植民）。
- 1522年、宗教改革の波が押し寄せる。クールラントがデンマークに併合。
- 1557年、ロシア（モスクワ大公国）の侵攻。
- 1558年－1583年、リヴォニア戦争：ロシア、スウェーデン、デンマーク、ポーランドがリヴォニアを主戦場に戦う。クールラントはポーランド・リトアニア領となる。
- 1655年－1660年、北方戦争：リヴォニアはスウェーデンとポーランドによって分断される。
- 1721年、ニスタット条約が結ばれる。リヴォニア・クールラントはロシア帝国領となる。
- 1918年、ラトビア独立。リヴォニア語が再び盛んになってくる。
- 第二次世界大戦とソ連侵攻：リヴォニア語は排斥される。
- 2013年、最後の母語話者が亡くなる。

## 表現
- こんにちは - Tēriņtš!
- 召し上がれ - Jõvvõ sīemnaigõ!
- おはよう - Jõvā ūomõg! / Jõvvõ ūomõgt!
- こんにちは - Jõvā pǟva! / Jõvvõ päuvõ!
- ありがとう - Tienū!
- あけましておめでとう - Vȯndzist Ūdāigastõ!
- 1 - ikš
- 2 - kakš
- 3 - kuolm
- 4 - nēļa
- 5 - vīž
- 6 - kūž
- 7 - seis
- 8 - kōdõks
- 9 - īdõks
- 10 - kim